# Alexander Lubotzky
Pour les articles homonymes, voir Lubotzky.
Alexander Lubotzky (en hébreu : אלכסנדר לובוצקי), né le 28 juin 1956 à Tel Aviv, est un mathématicien israélien qui travaille en théorie des groupes et en combinatoire. Il est un ancien directeur de l'Institut des mathématiques à université hébraïque de Jérusalem. Ancien homme politique, il a siégé à la Knesset comme membre du parti de la Troisième Voie entre 1996 et 1999.

## Carrière scientifique
Lubotzky étudie les mathématiques à l'université Bar-Ilan, où il obtient un B. A. en 1975 (summa cum laude) et un Ph. D. en 1979 sous la direction de Hillel Fürstenberg, avec une thèse intitulée « Pro-finite groups and the congruence subgroup problem ». Il est ensuite instructeur puis à partir de 1979 lecteur à l'université Bar-Ilan. Parallèlement, il travaille de 1977 à 1982 dans la section de recherche et développement de l’armée israélienne. Depuis 1982, il est lecteur sénior à l'université hébraïque de Jérusalem, puis en 1985 professeur associé et depuis 1989 professeur titulaire (chaire Maurice et Clara Weil) . De 1994 à 1996 il dirige l'Institut des mathématiques de l'université hébraïque de Jérusalem. Il est chercheur invité à l'université Yale en 1979, à l'Institute for Advanced Study de Princeton en 1983 et à nouveau en 2005-2006 où il dirige un programme d'une année sur « Pro-finite groups and the congruence subgroup problem », et aussi professeur invité aux universités Columbia, Yale, de New York et à l'École polytechnique fédérale de Zurich. En 2012, il est chercheur invité au Microsoft Research Center.
Les contributions scientifiques de Lubotzky sont en théorie géométrique des groupes, l'étude de treillis dans les groupes de Lie, théorie des représentations de groupes discrets, et la propriété (T) de Kazhdan, l'étude de la croissance des sous-groupes , et les applications de la théorie des groupes à la combinatoire et l'informatique théorique (expander graphs) et codes correcteur d'erreurs). En 1988, il introduit avec Peter Sarnak et Ralph Phillips, la notion de graphe de Ramanujan. En 2008, Lubotzky reçoit un European Research Council (ERC) advanced grant, pour chercheurs établis. Un deuxième grant pour chercheurs confirmés lui est accordé en 2015 par le European Research Council (ERC).
Lubotzky est un membre fondateur du parti de la Troisième Voie en mars 1996 ; il est élu à la Knesset lors des élections législatives de mai 1996. Lubotzky propose notamment des solutions de compromis concernant des questions religieuses et soutient le pluralisme religieux.

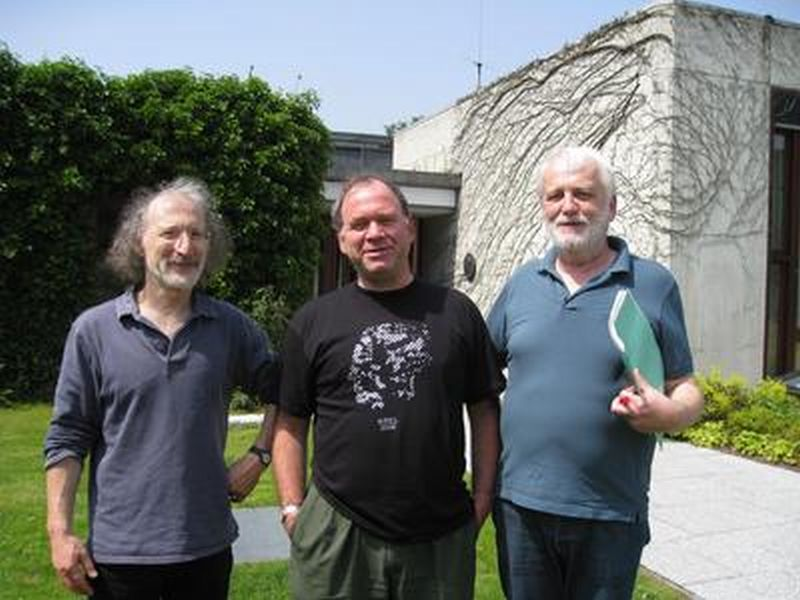
Alex Lubotzky entre Dan Segal (à gauche) et Fritz Grunewald, Oberwolfach 2008.

## Honneurs et récompenses
- 1990 : Lubotzky reçoit le prix Erdős[5].
- 1992 : Lubotzky reçoit le prix Ferran Sunyer i Balaguer de l'Institut d’Estudis Catalans pour son livre « Discrete Groups Expanding Graphs and Invariant Measures » et à nouveau en 2002 avec Dan Segal pour leur livre « Subgroup Growth »[6].
- 2002 : Prix Rothschild en sciences[7].
- 2005 : Lubotzky est élu membre étranger de l'Académie américaine des arts et des sciences[8].
- 2006 : Diplôme honorifique de l'université de Chicago pour ses contributions aux mathématiques modernes[9].
- 2011 : Lubotzky est conférencier principal keynote speaker au congrès commun de l'American Mathematical Society (AMS) et de la Mathematical Association of America (MAA) à La Nouvelle-Orléans[10].
- 2014 : Lubotzky est élu membre de l'Académie israélienne des sciences et lettres[11].

## Vie privée
Lubotzky épouse Yardenna (fille de Murray Roston (en)), maîtresse de conférences en histoire de l'art et en anglais, en 1980. Le couple a six enfants ; le plus âgé, Asael Lubotzky, est grièvement blessé lors de la bataille de Bint Jbeil au Liban, alors qu'il sert comme officier dans l'armée israélienne lors de la seconde guerre du Liban et devient médecin après sa réadaptation.

## Livres
- Alexander Lubotzky et Andy R. Magid, Varieties of Representations of Finitely Generated Groups, American Mathematical Society, coll. « Memoirs of the American Mathematical Society » (no 336), 1985, 117 p. (ISBN 9780821860700)
- Alexander Lubotzky, Discrete Groups, Expanding Graphs and Invariant Measures, Springer Science & Business Media, coll. « Modern Birkhäuser Classics », 2010, 196 p. (ISBN 9783034603324)
- Hyman Bass et Alexander Lubotzky, Tree Lattices, Springer Science & Business Media, coll. « Progress in Mathematics » (no 176), 2012, 233 p. (ISBN 9781461220985)
- Alexander Lubotzky et Dan Segal, Subgroup Growth, Birkhäuser, coll. « Progress in Mathematics » (no 212), 2012, 454 p. (ISBN 9783034889650)